# 本城匠
本城 匠（ほんじょう たくみ、1992年3月6日 - ）は、日本の元プロレスラー。

## 来歴
2009年3月、東京都立篠崎高等学校卒業後、9月にアニマル浜口トレーニングジムに入門し、3年間トレーニングを積む。
2013年10月12日、新木場1stRINGにて行われた新日本プロレス主催の公開オーディションに参加。テストメニューは全て熟せなかったものの、審査の結果合格を果たした。
2014年12月に同団体に入寮し、1年以上の練習生期間を経て、2016年2月25日、新宿FACEにて開催されたLION'S GATE PROJECT1の舞台で、プロレスリング・ノア所属のマイバッハ谷口を相手にデビュー。試合は逆エビ固めでギブアップ負けを喫した。
3月26日、出場予定だった静岡大会を練習中の怪我を理由に欠場。そのまま復帰することなく、2016年11月、新日本サイドからの公式アナウンスがないまま新日本プロレス公式サイトの選手プロフィール欄から削除された。